# Doljani (Donji Lapac)
 (mai 2019).
Si vous disposez d'ouvrages ou d'articles de référence ou si vous connaissez des sites web de qualité traitant du thème abordé ici, merci de compléter l'article en donnant les références utiles à sa vérifiabilité et en les liant à la section « Notes et références ».
Pour les articles homonymes, voir Doljani.
Doljani est un village situé dans le comitat de Lika-Senj, en Croatie. Le village est habité par des Serbes et comptait 95 habitants au recensement de 2001.